# رحلة إلى كامدن (رواية)
رحلة إلى كامدن (بالإنجليزية: Flight into Camden)‏ هي رواية للكاتب الإنجليزي ديفيد ستوري، نشرت عام 1961، لأول مرة عن دار نشر لونغمان.